# Provincia de Riad
La región de Riad (AFI:ʔɑrːijɑːdˁ, en árabe الرياض) es una de las regiones de Arabia Saudita situada al centro del país. Tiene un área territorial de 404 240 kilómetros cuadrados y una población de 6 777 146 habitantes (2010). Su capital es la ciudad Riad, que también es la capital nacional. Otras ciudades relevantes son: Ushaiger, Thadiq, Al Majma'ah, Diriyah, Layla, As Sulayyil y Afif.

## Localidades
- Ad Dawadimi

- Datos: Q1249255
- Multimedia: Riyadh Province / Q1249255